# Giải vô địch đua xe tăng thế giới 2021
Giải vô địch đua xe tăng thế giới 2021 được tổ chức từ ngày 22 tháng 8 đến ngày 5 tháng 9 cùng năm tại thao trường Alabino, Moskva, Nga trong khuôn khổ Hội thao quân sự quốc tế lần thứ VII. Các đội tuyển đến từ 19 quốc gia và vùng lãnh thổ gồm Azerbaijan, Abkhazia, Belarus, Venezuela, Việt Nam, Kazakhstan, Qatar, Kyrgyzstan, Trung Quốc, Lào, Mông Cổ, Mali, Myanmar, Nga, Serbia, Syria, Tajikistan, Uzbekistan và Nam Ossetia sẽ tham gia cuộc thi. Như thường lệ, Belarus và Trung Quốc sẽ tham dự với hai loại xe tăng do chính họ chế tạo là T-72 (phiên bản cải tiến) và Type-96B. Đội tuyển Mali sẽ có lần đầu ra mắt tại cuộc thi.
Các đội tham dự được chia thành hai bảng đấu riêng biệt.
Bảng 1 gồm Azerbaijan, Belarus, Venezuela, Việt Nam, Kazakhstan, Trung Quốc, Mông Cổ, Nga, Serbia, Syria và Uzbekistan.
Bảng 2 gồm Abkhazia, Qatar, Kyrgyzstan, Lào, Mali, Myanmar, Tajikistan và Nam Ossetia.
Với kết quả của cuộc thi năm ngoái, năm nay đội tuyển Kyrgyzstan sẽ phải xuống chơi ở bảng 2 do họ là đội xếp cuối ở bảng 1 năm 2020, thế chỗ cho đại diện Trung Á ở bảng này là đội tuyển Việt Nam sau khi họ đăng quang ở bảng 2 cùng năm, đồng thời đây cũng chính là tấm huy chương vàng đầu tiên của đoàn Quân đội nhân dân Việt Nam qua các lần tham dự Army Games.
Một lần nữa, đội chủ nhà Nga đã giành chức vô địch ở bảng 1, kéo dài sự thống trị của họ ở cuộc thi. Trong khi đó Kyrgyzstan đã giành quyền quay trở lại bảng này chỉ sau đúng một năm vắng mặt khi xuất sắc giành chiến thắng trong trận chung kết bảng 2, họ sẽ thế chỗ của Syria, đội đã xếp chót bảng 1 năm nay ở cuộc thi năm sau.

## Các đội tuyển tham dự cuộc thi
- Abkhazia
- Azerbaijan
- Belarus
- Venezuela
- Việt Nam
- Kazakhstan
- Trung Quốc
- Kyrgyzstan
- Qatar
- Lào
- Mông Cổ
- Myanmar
- Nga
- Serbia
- Syria
- Tajikistan
- Uzbekistan
- Nam Ossetia

### Vắng mặt
- Cộng hoà Congo

### Ra mắt
- Mali

## Cuộc đua vòng loại (cá nhân)

### Màu xe của các đội tuyển
|            |            |            |            |
| Venezuela  | Việt Nam   | Azerbaijan | Belarus    |
| Kazakhstan | Trung Quốc | Syria      | Mông Cổ    |
| Nga        | Serbia     |            | Uzbekistan |

|            |       |          |             |
| Myanmar    | Qatar | Abkhazia | Kyrgyzstan  |
| Tajikistan | Lào   | Mali     | Nam Ossetia |

### Bảng 1
| Ngày       | Thứ tự cuộc đua | Kíp xe |            |            |            |            |
| ---------- | --------------- | ------ | ---------- | ---------- | ---------- | ---------- |
| 22 tháng 8 | 1               | Kíp 1  | Trung Quốc | Uzbekistan |            | Nga        |
| 23 tháng 8 | 2               | Kíp 1  | Việt Nam   | Mông Cổ    | Syria      | Venezuela  |
| 24 tháng 8 | 3               | Kíp 1  | Serbia     | Belarus    | Azerbaijan | Kazakhstan |
| 25 tháng 8 | 4               | Kíp 2  | Trung Quốc | Uzbekistan |            | Nga        |
| 26 tháng 8 | 5               | Kíp 2  | Việt Nam   | Mông Cổ    | Syria      | Venezuela  |
| 27 tháng 8 | 6               | Kíp 2  | Serbia     | Belarus    | Azerbaijan | Kazakhstan |
| 28 tháng 8 | 7               | Kíp 3  | Trung Quốc | Uzbekistan |            | Nga        |
| 29 tháng 8 | 8               | Kíp 3  | Việt Nam   | Mông Cổ    | Syria      | Venezuela  |
| 29 tháng 8 | 9               | Kíp 3  | Serbia     | Belarus    | Azerbaijan | Kazakhstan |

### Tổng thành tích thi đấu của các đội bảng 1
Chú thích: Số trong dấu ngoặc thể hiện cho số lần bắn bù cho các mục tiêu pháo chính bị trượt
| Hạng | Đội        | Bắn mục tiêu | Kíp 1           | Kíp 2           | Kíp 3           | Tổng thời gian        | Kết quả     |
| ---- | ---------- | ------------ | --------------- | --------------- | --------------- | --------------------- | ----------- |
| 1    | Nga        | 15 (2)       | 19 phút 34 giây | 19 phút 18 giây | 19 phút 40 giây | 58 phút 32 giây       | Vào bán kết |
| 2    | Trung Quốc | 14 (2)       | 21 phút 56 giây | 20 phút 13 giây | 19 phút 39 giây | 1 giờ 01 phút 48 giây | Vào bán kết |
| 3    | Belarus    | 15 (0)       | 22 phút 57 giây | 20 phút 27 giây | 19 phút 39 giây | 1 giờ 03 phút 08 giây | Vào bán kết |
| 4    | Azerbaijan | 15 (3)       | 22 phút 55 giây | 22 phút 51 giây | 23 phút 14 giây | 1 giờ 09 phút 00 giây | Vào bán kết |
| 5    | Uzbekistan | 12 (0)       | 23 phút 31 giây | 22 phút 35 giây | 23 phút 09 giây | 1 giờ 09 phút 15 giây | Vào bán kết |
| 6    | Kazakhstan | 14 (1)       | 22 phút 10 giây | 25 phút 52 giây | 21 phút 16 giây | 1 giờ 09 phút 18 giây | Vào bán kết |
| 7    | Mông Cổ    | 15 (0)       | 23 phút 57 giây | 26 phút 20 giây | 24 phút 14 giây | 1 giờ 14 phút 31 giây | Vào bán kết |
| 8    | Serbia     | 14 (3)       | 25 phút 50 giây | 24 phút 33 giây | 27 phút 24 giây | 1 giờ 17 phút 47 giây | Vào bán kết |
| 9    | Việt Nam   | 14 (3)       | 24 phút 58 giây | 31 phút 42 giây | 24 phút 45 giây | 1 giờ 21 phút 25 giây | Bị loại     |
| 10   | Venezuela  | 14 (2)       | 31 phút 55 giây | 30 phút 25 giây | 24 phút 21 giây | 1 giờ 26 phút 41 giây | Bị loại     |
| 11   | Syria      | 13 (2)       | 39 phút 35 giây | 29 phút 24 giây | 23 phút 54 giây | 1 giờ 32 phút 53 giây | Bị loại     |

### Bảng 2
| Ngày       | Thứ tự cuộc đua | Kíp xe |       |             |          |            |
| ---------- | --------------- | ------ | ----- | ----------- | -------- | ---------- |
| 22 tháng 8 | 1               | Kíp 1  | Lào   | Kyrgyzstan  | Mali     | Myanmar    |
| 24 tháng 8 | 2               | Kíp 1  | Qatar | Nam Ossetia | Abkhazia | Tajikistan |
| 25 tháng 8 | 3               | Kíp 2  | Lào   | Kyrgyzstan  |          | Myanmar    |
| 26 tháng 8 | 4               | Kíp 2  | Qatar | Nam Ossetia | Abkhazia | Tajikistan |
| 27 tháng 8 | 5               | Kíp 3  | Lào   | Kyrgyzstan  |          | Myanmar    |
| 28 tháng 8 | 6               | Kíp 3  | Qatar | Nam Ossetia | Abkhazia | Tajikistan |

### Tổng thành tích thi đấu của các đội bảng 2
| Hạng | Đội         | Bắn mục tiêu | Kíp 1                 | Kíp 2                 | Kíp 3                 | Tổng thời gian        | Kết quả     |
| ---- | ----------- | ------------ | --------------------- | --------------------- | --------------------- | --------------------- | ----------- |
| 1    | Kyrgyzstan  | 9            | 32 phút 12 giây       | 26 phút 15 giây       | 27 phút 27 giây       | 1 giờ 25 phút 54 giây | Vào bán kết |
| 2    | Myanmar     | 9            | 28 phút 57 giây       | 26 phút 47 giây       | 30 phút 45 giây       | 1 giờ 26 phút 29 giây | Vào bán kết |
| 3    | Tajikistan  | 7            | 27 phút 23 giây       | 33 phút 13 giây       | 26 phút 47 giây       | 1 giờ 27 phút 23 giây | Vào bán kết |
| 4    | Lào         | 7            | 32 phút 50 giây       | 33 phút 00 giây       | 32 phút 00 giây       | 1 giờ 37 phút 50 giây | Vào bán kết |
| 5    | Nam Ossetia | 10           | 44 phút 23 giây       | 32 phút 04 giây       | 30 phút 15 giây       | 1 giờ 46 phút 42 giây | Vào bán kết |
| 6    | Abkhazia    | 6            | 1 giờ 28 phút 40 giây | 46 phút 53 giây       | 41 phút 51 giây       | 2 giờ 57 phút 21 giây | Bị loại     |
| 7    | Qatar       | 2            | 1 giờ 08 phút 40 giây | 1 giờ 30 phút 09 giây | 1 giờ 30 phút 09 giây | 4 giờ 08 phút 58 giây | Bị loại     |
| 8    | Mali        | 4            | 40 phút 50 giây       | –                     | –                     | 40 phút 50 giây       | Bị loại     |

## Cuộc đua bán kết (tiếp sức)

### Bảng 1
| Ngày       | Thứ tự cuộc đua |            |            |         |            |
| ---------- | --------------- | ---------- | ---------- | ------- | ---------- |
| 31 tháng 8 | 1               | Azerbaijan | Trung Quốc | Nga     | Kazakhstan |
| 1 tháng 9  | 2               | Serbia     | Uzbekistan | Belarus | Mông Cổ    |

### Tổng thành tích thi đấu của các đội bảng 1
| Hạng | Màu xe | Đội        | Đội         | Bắn mục tiêu | Bắn mục tiêu | Bắn mục tiêu | Bắn mục tiêu | Thời gian             | Kết quả       |
| Hạng | Màu xe | Đội        | Đội         | Vòng 1       | Vòng 2       | Vòng 3       | Vòng 4       | Thời gian             | Kết quả       |
| ---- | ------ | ---------- | ----------- | ------------ | ------------ | ------------ | ------------ | --------------------- | ------------- |
| 1    |        | Nga        | Kíp 1       |              |              |              | Chạy tốc độ  | 1 giờ 37 phút 33 giây | Vào chung kết |
| 1    | Kíp 2  | Nga        |             |              |              | Chạy tốc độ  |              | 1 giờ 37 phút 33 giây | Vào chung kết |
| 1    | Kíp 3  | Nga        |             |              |              | Chạy tốc độ  |              | 1 giờ 37 phút 33 giây | Vào chung kết |
| 2    |        | Trung Quốc | Kíp 1       |              |              | Chạy tốc độ  |              | 1 giờ 39 phút 33 giây | Vào chung kết |
| 2    | Kíp 2  | Trung Quốc |             |              | Chạy tốc độ  |              |              | 1 giờ 39 phút 33 giây | Vào chung kết |
| 2    | Kíp 3  | Trung Quốc |             |              | Chạy tốc độ  |              |              | 1 giờ 39 phút 33 giây | Vào chung kết |
| 3    |        | Kazakhstan | Kíp 1       |              | Chạy tốc độ  |              |              | 1 giờ 45 phút 06 giây | Vào chung kết |
| 3    | Kíp 2  | Kazakhstan |             | Chạy tốc độ  |              |              |              | 1 giờ 45 phút 06 giây | Vào chung kết |
| 3    | Kíp 3  | Kazakhstan |             | Chạy tốc độ  |              |              |              | 1 giờ 45 phút 06 giây | Vào chung kết |
| 4    |        | Azerbaijan | Kíp 1       | Chạy tốc độ  |              |              |              | 1 giờ 45 phút 25 giây | Vào chung kết |
| 4    | Kíp 2  | Azerbaijan | Chạy tốc độ |              |              |              |              | 1 giờ 45 phút 25 giây | Vào chung kết |
| 4    | Kíp 3  | Azerbaijan | Chạy tốc độ |              |              |              |              | 1 giờ 45 phút 25 giây | Vào chung kết |
| 5    |        | Uzbekistan | Kíp 1       |              | Chạy tốc độ  |              |              | 1 giờ 57 phút 01 giây | Bị loại       |
| 5    | Kíp 2  | Uzbekistan |             | Chạy tốc độ  |              |              |              | 1 giờ 57 phút 01 giây | Bị loại       |
| 5    | Kíp 3  | Uzbekistan |             | Chạy tốc độ  |              |              |              | 1 giờ 57 phút 01 giây | Bị loại       |
| 6    |        | Belarus    | Kíp 1       |              |              |              | Chạy tốc độ  | 1 giờ 58 phút 20 giây | Bị loại       |
| 6    | Kíp 2  | Belarus    |             |              |              | Chạy tốc độ  |              | 1 giờ 58 phút 20 giây | Bị loại       |
| 6    | Kíp 3  | Belarus    |             |              |              | Chạy tốc độ  |              | 1 giờ 58 phút 20 giây | Bị loại       |
| 7    |        | Mông Cổ    | Kíp 1       |              |              | Chạy tốc độ  |              | 2 giờ 01 phút 09 giây | Bị loại       |
| 7    | Kíp 2  | Mông Cổ    |             |              | Chạy tốc độ  |              |              | 2 giờ 01 phút 09 giây | Bị loại       |
| 7    | Kíp 3  | Mông Cổ    |             |              | Chạy tốc độ  |              |              | 2 giờ 01 phút 09 giây | Bị loại       |
| 8    |        | Serbia     | Kíp 1       | Chạy tốc độ  |              |              |              | 2 giờ 08 phút 40 giây | Bị loại       |
| 8    | Kíp 2  | Serbia     | Chạy tốc độ |              |              |              |              | 2 giờ 08 phút 40 giây | Bị loại       |
| 8    | Kíp 3  | Serbia     | Chạy tốc độ |              |              |              |              | 2 giờ 08 phút 40 giây | Bị loại       |

### Bảng 2
| Ngày       | Thứ tự cuộc đua |  |            |     |             |
| ---------- | --------------- |  | ---------- | --- | ----------- |
| 31 tháng 8 | 1               |  | Tajikistan |     | Kyrgyzstan  |
| 1 tháng 9  | 2               |  | Myanmar    | Lào | Nam Ossetia |

### Tổng thành tích thi đấu của các đội bảng 2
| Hạng | Màu xe | Đội         | Đội         | Bắn mục tiêu | Bắn mục tiêu | Bắn mục tiêu | Bắn mục tiêu | Số vòng phạt | Số vòng phạt | Số lần phạt thời gian | Số lần phạt thời gian | Thời gian             | Kết quả       |
| Hạng | Màu xe | Đội         | Đội         | Vòng 1       | Vòng 2       | Vòng 3       | Vòng 4       | Số vòng phạt | Số vòng phạt | Số lần phạt thời gian | Số lần phạt thời gian | Thời gian             | Kết quả       |
| ---- | ------ | ----------- | ----------- | ------------ | ------------ | ------------ | ------------ | ------------ | ------------ | --------------------- | --------------------- | --------------------- | ------------- |
| 1    |        | Kyrgyzstan  | Kíp 1       |              |              | Chạy tốc độ  |              | 7            | 21           | 4                     | 6                     | 2 giờ 23 phút 09 giây | Vào chung kết |
| 1    | Kíp 2  | Kyrgyzstan  |             |              | Chạy tốc độ  |              | 3            | 1            | 21           |                       | 6                     | 2 giờ 23 phút 09 giây | Vào chung kết |
| 1    | Kíp 3  | Kyrgyzstan  |             |              | Chạy tốc độ  |              | 11           | 1            | 21           |                       | 6                     | 2 giờ 23 phút 09 giây | Vào chung kết |
| 2    |        | Myanmar     | Kíp 1       |              |              |              | Chạy tốc độ  | 6            | 17           | 1                     | 1                     | 2 giờ 28 phút 20 giây | Vào chung kết |
| 2    | Kíp 2  | Myanmar     |             |              |              | Chạy tốc độ  | 4            | 0            | 17           |                       | 1                     | 2 giờ 28 phút 20 giây | Vào chung kết |
| 2    | Kíp 3  | Myanmar     |             |              |              | Chạy tốc độ  | 7            | 0            | 17           |                       | 1                     | 2 giờ 28 phút 20 giây | Vào chung kết |
| 3    |        | Nam Ossetia | Kíp 1       |              | Chạy tốc độ  |              |              | 6            | 22           | 4                     | 7                     | 2 giờ 33 phút 06 giây | Vào chung kết |
| 3    | Kíp 2  | Nam Ossetia |             | Chạy tốc độ  |              |              | 6            | 2            | 22           |                       | 7                     | 2 giờ 33 phút 06 giây | Vào chung kết |
| 3    | Kíp 3  | Nam Ossetia |             | Chạy tốc độ  |              |              | 11           | 1            | 22           |                       | 7                     | 2 giờ 33 phút 06 giây | Vào chung kết |
| 4    |        | Tajikistan  | Kíp 1       | Chạy tốc độ  |              |              |              | 9            | 25           | 3                     | 9                     | 2 giờ 35 phút 57 giây | Vào chung kết |
| 4    | Kíp 2  | Tajikistan  | Chạy tốc độ |              |              |              | 8            | 6            | 25           |                       | 9                     | 2 giờ 35 phút 57 giây | Vào chung kết |
| 4    | Kíp 3  | Tajikistan  | Chạy tốc độ |              |              |              | 11           | 0            | 25           |                       | 9                     | 2 giờ 35 phút 57 giây | Vào chung kết |
| 5    |        | Lào         | Kíp 1       | Chạy tốc độ  |              |              |              | 11           | 26           | 2                     | 5                     | 2 giờ 36 phút 38 giây | Bị loại       |
| 5    | Kíp 2  | Lào         | Chạy tốc độ |              |              |              | 8            | 1            | 26           |                       | 5                     | 2 giờ 36 phút 38 giây | Bị loại       |
| 5    | Kíp 3  | Lào         | Chạy tốc độ |              |              |              | 8            | 2            | 26           |                       | 5                     | 2 giờ 36 phút 38 giây | Bị loại       |

## Cuộc đua chung kết (tiếp sức)

### Bảng 1
| Hạng | Màu xe | Đội        | Đội         | Bắn mục tiêu | Bắn mục tiêu | Bắn mục tiêu | Bắn mục tiêu | Thời gian             |
| Hạng | Màu xe | Đội        | Đội         | Vòng 1       | Vòng 2       | Vòng 3       | Vòng 4       | Thời gian             |
| ---- | ------ | ---------- | ----------- | ------------ | ------------ | ------------ | ------------ | --------------------- |
| 1    |        | Nga        | Kíp 1       |              |              |              | Chạy tốc độ  | 1 giờ 36 phút 49 giây |
| 1    | Kíp 2  | Nga        |             |              |              | Chạy tốc độ  |              | 1 giờ 36 phút 49 giây |
| 1    | Kíp 3  | Nga        |             |              |              | Chạy tốc độ  |              | 1 giờ 36 phút 49 giây |
| 2    |        | Trung Quốc | Kíp 1       |              |              | Chạy tốc độ  |              | 1 giờ 44 phút 55 giây |
| 2    | Kíp 2  | Trung Quốc |             |              | Chạy tốc độ  |              |              | 1 giờ 44 phút 55 giây |
| 2    | Kíp 3  | Trung Quốc |             |              | Chạy tốc độ  |              |              | 1 giờ 44 phút 55 giây |
| 3    |        | Kazakhstan | Kíp 1       |              | Chạy tốc độ  |              |              | 2 giờ 03 phút 03 giây |
| 3    | Kíp 2  | Kazakhstan |             | Chạy tốc độ  |              |              |              | 2 giờ 03 phút 03 giây |
| 3    | Kíp 3  | Kazakhstan |             | Chạy tốc độ  |              |              |              | 2 giờ 03 phút 03 giây |
| 4    |        | Azerbaijan | Kíp 1       | Chạy tốc độ  |              |              |              | 2 giờ 04 phút 58 giây |
| 4    | Kíp 2  | Azerbaijan | Chạy tốc độ |              |              |              |              | 2 giờ 04 phút 58 giây |
| 4    | Kíp 3  | Azerbaijan | Chạy tốc độ |              |              |              |              | 2 giờ 04 phút 58 giây |

### Bảng 2
| Hạng | Màu xe | Đội         | Đội         | Bắn mục tiêu | Bắn mục tiêu | Bắn mục tiêu | Bắn mục tiêu | Số vòng phạt | Số vòng phạt | Số lần phạt thời gian | Số lần phạt thời gian | Thời gian             |
| Hạng | Màu xe | Đội         | Đội         | Vòng 1       | Vòng 2       | Vòng 3       | Vòng 4       | Số vòng phạt | Số vòng phạt | Số lần phạt thời gian | Số lần phạt thời gian | Thời gian             |
| ---- | ------ | ----------- | ----------- | ------------ | ------------ | ------------ | ------------ | ------------ | ------------ | --------------------- | --------------------- | --------------------- |
| 1    |        | Kyrgyzstan  | Kíp 1       |              | Chạy tốc độ  |              |              | 4            | 14           | 0                     | 2                     | 2 giờ 16 phút 50 giây |
| 1    | Kíp 2  | Kyrgyzstan  |             | Chạy tốc độ  |              |              | 7            | 1            | 14           |                       | 2                     | 2 giờ 16 phút 50 giây |
| 1    | Kíp 3  | Kyrgyzstan  |             | Chạy tốc độ  |              |              | 3            | 1            | 14           |                       | 2                     | 2 giờ 16 phút 50 giây |
| 2    |        | Tajikistan  | Kíp 1       |              |              |              | Chạy tốc độ  | 3            | 20           | 0                     | 5                     | 2 giờ 20 phút 03 giây |
| 2    | Kíp 2  | Tajikistan  |             |              |              | Chạy tốc độ  | 8            | 5            | 20           |                       | 5                     | 2 giờ 20 phút 03 giây |
| 2    | Kíp 3  | Tajikistan  |             |              |              | Chạy tốc độ  | 9            | 0            | 20           |                       | 5                     | 2 giờ 20 phút 03 giây |
| 3    |        | Myanmar     | Kíp 1       |              |              | Chạy tốc độ  |              | 6            | 17           | 2                     | 7                     | 2 giờ 28 phút 05 giây |
| 3    | Kíp 2  | Myanmar     |             |              | Chạy tốc độ  |              | 5            | 3            | 17           |                       | 7                     | 2 giờ 28 phút 05 giây |
| 3    | Kíp 3  | Myanmar     |             |              | Chạy tốc độ  |              | 6            | 2            | 17           |                       | 7                     | 2 giờ 28 phút 05 giây |
| 4    |        | Nam Ossetia | Kíp 1       | Chạy tốc độ  |              |              |              | 8            | 21           | 1                     | 2                     | 2 giờ 29 phút 06 giây |
| 4    | Kíp 2  | Nam Ossetia | Chạy tốc độ |              |              |              | 7            | 0            | 21           |                       | 2                     | 2 giờ 29 phút 06 giây |
| 4    | Kíp 3  | Nam Ossetia | Chạy tốc độ |              |              |              | 6            | 1            | 21           |                       | 2                     | 2 giờ 29 phút 06 giây |